# Octotemnus hebridarum
Octotemnus hebridarum es una especie de coleóptero de la familia Ciidae.

## Distribución geográfica
Habita en Nuevas Hébridas.